# 后冢
后冢，位于河北省衡水市后冢村（冀縣城北後塚村），为衡水市冀州市的一个省级文物保护单位，1956年9月7日公布为河北省第一批文物，保護类型为古墓葬，公布时间为1982年7月23日。
后冢的历史年代为汉代。